# Musicisti Basso Lazio
MBL  (musicisti basso lazio)  sono una band musicale newfolk italiano fondato tra il 1999 e il 2000.

## Storia
Nata tra il 1999 e il 2000, la band fondata è stata fondata da Benedetto Vecchio. 
L'attività musicale prosegue attraverso il recupero e la valorizzazione dell'identità culturale e antropologica del Lazio meridionale. L'album di esordio è Danza d'estate, inciso a partire dal 2001 e pubblicato nel 2003 ed è conservato nell'Istituto Centrale per i Beni Sonori ed Audiovisivi di Roma come documentazione relativa alla civiltà del lazio meridionale e delle danze, tra cui la ballarella e la sua evoluzione.

### Danza d'estate
Danza d'estate, è un album discografico degli MBL (Musicisti Basso Lazio)  pubblicato dalla casa discografica Blondrecords nel 2003, ispirato alle Quattro stagioni.
i brani dell'album sono stati scritti ed arrangiati da Benedetto Vecchio tranne recurdenn' di Leopoldo Testa e settembre da Gennaro Del Prete, con la collaborazione del violinista Mihaj Cristescu, argomenti trattati sono vari , la tradizione territoriale , la superstizione , il brigantaggio postunitario , le marocchinate . l'album viene riportato nel libro  di Eugenio Maria Beranger 'Gente di Ciociaria.
Altri brani riguardano il brigantaggio, come la ballata dedicata alla vera storia del brigante Bernardo Colamattei di Colle San Magno (FR) coinvolto nei fatti risorgimentali e la sua tragica fine nel carcere di Cassino.
Fanno parte dell'album le danze popolari, come il saltarello Santopadrese, suonato da Bernardino Lepore che fin da ragazzo svolgeva questa funzione durante lo spoglio del mais, poi la ballarella pontecorvese Ohi che bell'aria, bella serena che ha ottenuto l'interesse di docenti studiosi universitari, Ballo per l'onore che rievoca le violenze subite dalle donne dalle truppe franco marocchine nel 1944.

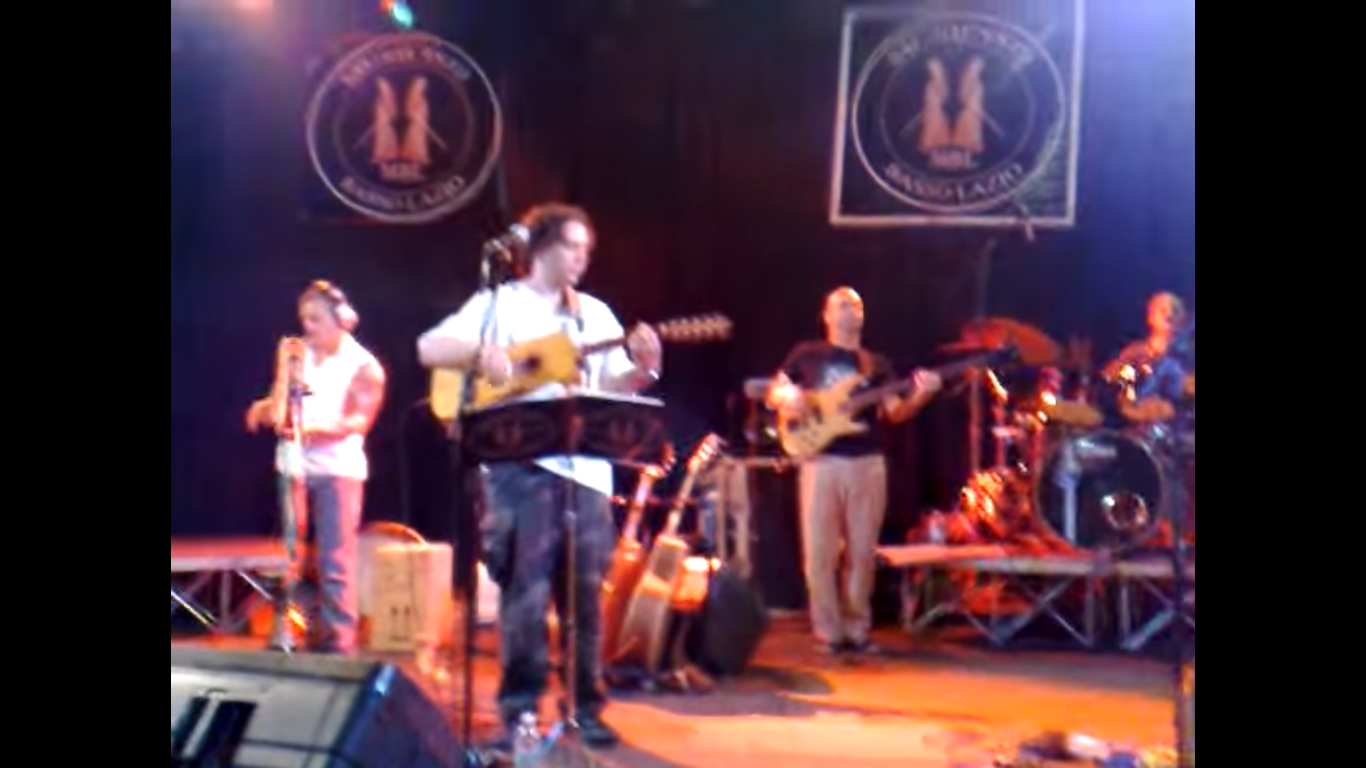
Gli Mbl durante un'esibizione live nel 2009

### Me ne vaje
Dal 6 al 13 ottobre 2006, in occasione del Columbus Day, gli MBL hanno intrapreso un tour negli Stati Uniti d'America presentando il loro progetto sull'emigrazione, tenendo una serie di concerti e partecipando alla parata tradizionale nella 5th Avenue e successivamente all'incontro con il sindaco di New York Bloomberg nella sede del palazzo comunale. Durante i concerti hanno interpretato alcuni brani appartenenti al loro nuovo album, Me ne vaje.
Il 22 dicembre 2006 a Isola del Liri in occasione di un loro concerto è stato presentato ufficialmente l'album autoprodotto Me ne vaje ("Me ne vado") che tratta i temi dell'emigrazione e della mancanza di lavoro sia nel passato che nel presente.
L'album ha richiesto oltre un anno di lavorazione e vede al suo interno 11 nuovi brani del gruppo più uno di Rione Junno e uno strumentale del maestro Savio Riccardi eseguito insieme a Gianni Perilli.
Il brano Arandora Star parla della storia dell'Arandora Star, nave da crociera britannica che venne affondata dai tedeschi durante la Seconda guerra mondiale mentre trasportava verso il Canada circa 1500 civili provenienti da Italia, Germania e Austria. I civili erano emigrati nell'Arcipelago britannico dove vivevano ormai da diversi decenni; vennero internati a causa delle loro origini per timore che potessero fungere da spie per i Paesi di appartenenza.

### Terra di Fuoco
Nel 2010 viene pubblicato Terra di Fuoco, il loro quinto album che vede anche la collaborazione di Eugenio Bennato. L'album tratta degli eventi bellici dal Risorgimento alla Seconda guerra mondiale. Si pone l'obiettivo di perpetuare il ricordo di quegli avvenimenti nella memoria collettiva. 
Il CD si apre con un brano che ricorda la figura di Domenico Fuoco, brigante condottiero della guerriglia antipiemontese tra Lazio e Molise. Altri brani sono Il Maggio di Esperia , in cui vengono narrate le violenze subite dalla cittadina di Esperia e specialmente dalle donne da parte del Corpo di spedizione Francese durante la Seconda Guerra Mondiale. Nella versione cantata in arabo de Il Maggio di Esperia vi è la co-interpretazione della cantante tunisina M’Barca Ben Taleb; Collelungo (con la partecipazione del Mº Erasmo Petringa agli archi) e Cassino 1944 trattano invece il tema della liberazione e della sofferenza vissuta nelle zone attraversate dalla Linea Gustav.
Il disco contiene 12 brani i cui testi sono composti da Benedetto Vecchio, mentre gli arrangiamenti sono di Damiano Parravano e del resto del gruppo.

### Canada 2011
Nel 2011 partecipa al Toronto Tarantella festival organizzato dalla emittente televisiva CHIN TV.

### Tarantella Ribelle 2015
Nel 2015 gli MBL hanno pubblicato il loro settimo album, il sesto in studio, Tarantella Ribelle con l'introduzione del giornalista Pino Aprile.
Le tematiche trattate dai brani contenuti nell'album evidenziano le difficoltà a cui i giovani vanno incontro per entrare nel mondo del lavoro, soprattutto nel Meridione, evidenziando come già in passato l'ingiustizia sociale avesse alimentato e generato reazioni violente, creando analogie con il brigantaggio postunitario del 1860-70.
L'opera comprende 11 brani originali, tutti composti da Benedetto Vecchio, ad eccezione dello strumentale Speranza, a firma di Gennaro Del Prete.
Il brano Tarantella Ribelle, che dà il nome all'album, racconta il disagio sociale dei giorni nostri.
Come in tutti gli altri album torna un accenno al brigantaggio con la ballata dedicata alla brigantessa Michelina Di Cesare.
Viene inoltre cantato il carnevale della "Radeca", tradizione carnascialesca di Frosinone, durante la quale gli abitanti del luogo burlarono i generali francesi di Napoleone, Championnet e Girardot nel 1798.

### Live in Aquinum 2018
E' l ottavo album pubblicato dalla band, un concerto dal vivo effettuato negli scavi dell antica citta'omonima di epoca romana sita nel territorio di Castrocielo e in parte dell odierna Aquino. Registrato da Daniele Scarsella, diretto da Benedetto Vecchio e pubblicato da Paolo Dossena con l'etichetta CNI UNITE di Roma. per l'occasione la band si è avvalsa della collaborazione del pianista Americo Marinelli, del violoncellista Erasmo Petringa e dello zampognista Marco Iamele. nel 2019 è uscito il vinile di live in Aquinum.

### Polonia
Da 2015 la band partecipa a diversi festival in Polonia, nel settembre 2015 a Ozarow Mazowiecky.
Nell'agosto 2016 ancora a Ozarow Mazowiecky, Stare Bacice e Varsavia centro, presso l'anfiteatro Bemowo.

## Stile e influenze
Il gruppo ha ripreso il sound tipico del Lazio meridionale cioè del saltarello e della ballarella, ritmi del territorio di provenienza, utilizzando nell'organico strumenti come zampogne e ciaramelle, l'organetto, il tamburello, la chitarra battente la fisarmonica, il contrabbasso e il mandolino. Il gruppo ha delle contaminazioni che sfiorano il rock in alcune espressioni esecutive, anche se melodie popolari, con sfumature aggiornate, che hanno portato anche all'uso, in alcuni temi, di pianoforte e chitarra classica in altri temi le melodie quasi celtiche della gaita galiziana e dei whistles.

## Formazione attuale
- Benedetto Vecchio (voce – chitarra battente – mandolino)
- Gennaro Del Prete (voce , chitarre)
- Gianni Perilli (voce, zampogna, ciaramella, fiati)
- Daniele Marinelli ((tamburelli, tammorre , percussioni varie )
- Alessandro Del Signore (basso, contrabbasso)
- Marco Iamele (flauti , cornamuse varie ,  zampogna a chiave melodica)
- Alessandro Blasi: (batteria, percussioni)
- Daniela Abbate (danzatrice)

## Discografia
- 2003 – Danza d'estate (ed. Blondrecords)
- 2004 – Seguendo la Stella (ed. Blondrecords)
- 2006 – Me ne vaje (ass. MBL)
- 2008 – MBL live (Videoradio ed.)
- 2010 – Terra di Fuoco (CNI Unite)
- 2010 – Concerto per il Presepe (CNI Unite)
- 2015 – Tarantella Ribelle ( CNI Unite)
- 2018 -  "Aquinum" MBL live (Orkestra), con Erasmo Petringa (CNI Unite)